# Renesanční filozofie
Renesanční filozofie se rozvíjela v období od poloviny 15. století do konce 16. století. Vyznačuje se těmito znaky:
- oživení zájmu o antickou filozofii, zejména Platónovu;
- filozofie se vymanila z područí teologie;
- obrat ke zkoumání člověka a tajemství přírody (hermetismus, astrologie a alchymie);
- individualismus a humanismus – vysoké hodnocení svobodné osobnosti;
- počátky racionální i empirické vědy.

## Předpoklady vzniku
Myslitelé pozdní nominalistické scholastiky prosadili oddělení filozofie od teologie (Roger Bacon, Nicolas d'Autrecourt, John Duns Scotus, Mikuláš Oresme) a odmítali spojování řecké filozofie s křesťanstvím, a to zprvu z pozic teologických (William Occam).
Rozhodující však byl rozpad středověké jednoty, oslabení papežské i císařské autority a vznik prvních národních států. Z ohrožené Konstantinopole přišla do Itálie řada byzantských učenců, kteří přinesli dosud neznámé Platónovy spisy i východní platónskou tradici. K tomu se přidal vynález knihtisku (1447), který umožnil oproti středověku nesrovnatelně rychlejší šíření myšlenek, zájem panovníků o nové vojenské techniky a později i zámořské cesty a objevy (Kryštof Kolumbus, Vasco da Gama).
Oživený zájem o zkoumání přírody vedl k rozvoji matematiky, alchymie, astrologie a astronomie, která nahradila starší geocentrické představy novým heliocentrismem (Mikuláš Koperník, Johannes Kepler, Galileo Galilei). Zájem panovníků o nové vojenské techniky (dělostřelectví) vedl ke vzniku mechaniky jako první aplikované vědy.
Převratné proměny obrazu světa však zároveň otřásly životními jistotami lidí a vedly k řadě povstání a občanských a náboženských válek. Evropské myšlení na to reagovalo dvěma hlavními proudy:
- renesanční humanismus s hlavním ohniskem v Itálii se spolehl na vlastní schopnosti člověka a opřel se o filozofii, vědu, alchymii a astrologii;
- reformace se naopak snažila o očištění a obnovu křesťanství, a to zejména novým zájmem o Bibli, o původní význam křesťanského Zjevení a Vykoupení.

Oba tyto proudy směřovaly ke konfliktu, jemuž se řada humanistů marně snažila předejít a smiřovat (Erasmus Rotterdamský, Jean Bodin).

## Pokračování staré filozofie

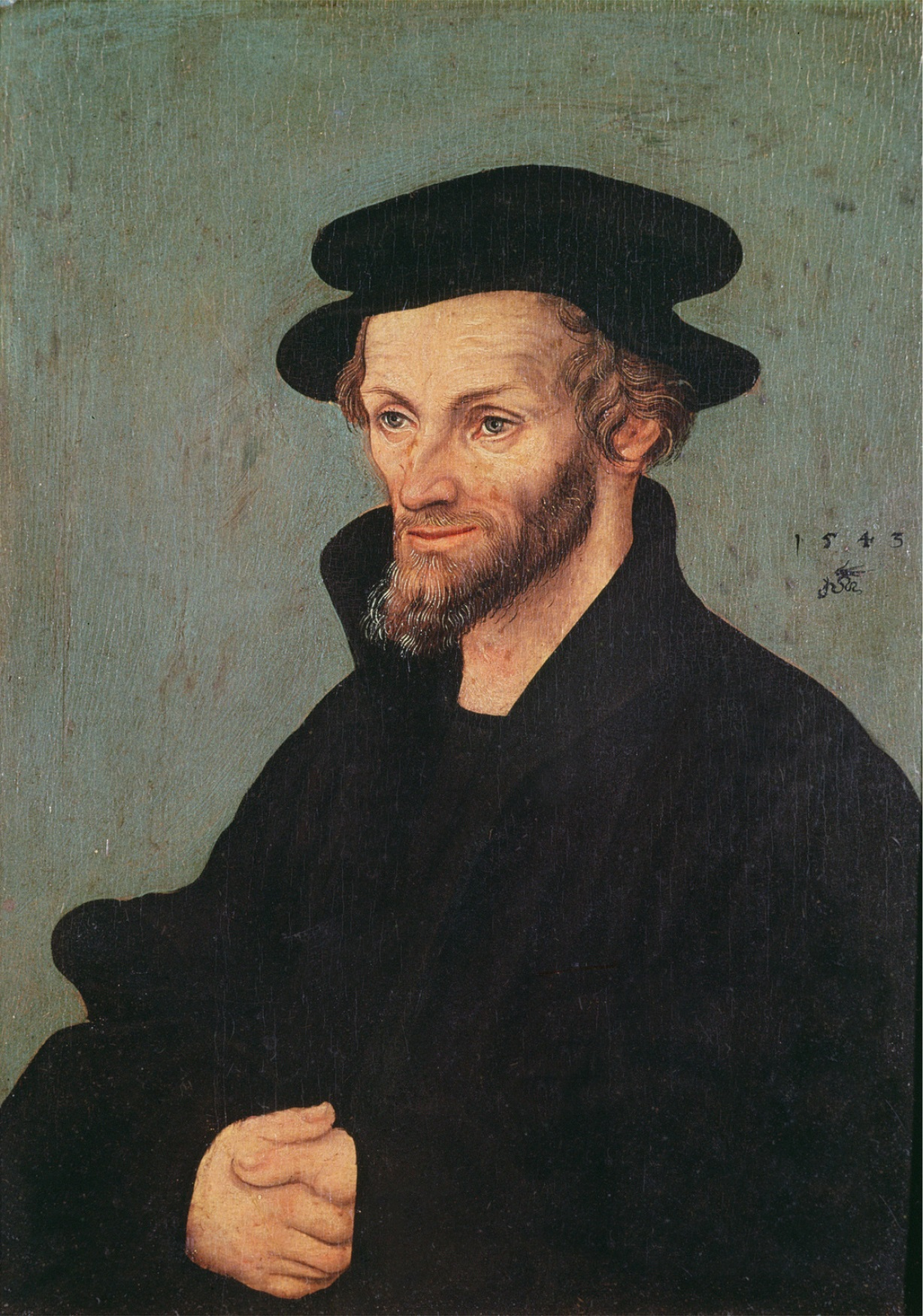
Philipp Melanchthon

Oba tyto proudy sice středověkou scholastiku odmítaly, jakmile se však snažily své postoje přesně formulovat, byly do znančné míry odkázány na její pojmy a postupy. Martin Luther ve snaze zdůraznit závislost člověka na Boží milosti zprvu celou filozofii a racionální teologii ostře odmítl jako děvku ďáblovu a slučování křesťanství s pohanstvím. I novou protestantskou nauku však bylo potřeba nějak zakotvit, a tak již Philipp Melanchthon vytvořil protestantskou scholastiku, zejména pro potřeby teologické diskuse. Proti tomu se ovšem postavila řada představitelů protestantské mystiky, z nichž nejznámějším byl Jakob Böhme.
Katolická církev na reformaci odpověděla radikální reformou své nauky, liturgie i církevního práva na Tridentském koncilu (1545–1563), který se také opíral o scholastiku. Přizpůsobení scholastiky novým poměrům individualismu, racionálního hospodářství, vědy a panovnického absolutismu představuje tak zvaná Druhá nebo také Španělská scholastika, vzniklá na univerzitě v Salamance, jež se stala základem univerzitní filozofie až do 18. století, a to jak v katolických, tak luteránských zemích. Hlavními tvůrci této filozofie byli Francisco Suárez, Francisco de Vitoria a Domingo de Soto, jejím nositelem především nově založený řád jezuitů.

## Renesance antiky
Původně byl materiál pro novou kulturu čerpán z pokladnice, nashromážděné řeckým a římským světem. Horlivé studium, které časem zabíhalo k úplnému obožnění velkých vzorů antického myšlení a umění, mělo pro vytvoření nové kultury ohromný význam. Odtud pochází sám termin „obrození“, který ovšem nevyčerpává veškerý obsah epochy.
Hlavním proudem renesanční filozofie je nesporně návrat k antické filozofii. Od počátku 15. století ohrožovala Konstantinopol Osmanská říše a mnozí byzantští představitelé hledali oporu na Západě a roku 1439 bylo ve Florencii slavnostně vyhlášeno sjednocení východní a západní církve; to se však prakticky neprosadilo a roku 1453 Cařihrad padl. Mezitím řada významných učenců odešla do Florencie a přinesla s sebou množství rukopisů, zejména Platónových děl; průkopníkem obnoveného studia Platóna byl Gemistos Pléthón, který stál u zrodu Platónské akademie (1439), významného střediska antických a platónských studií, kde působili učenci jako Marsilio Ficino.
Antická filozofie budila nadšení jednak živostí textů, svobodným duchem i tím, že přímo mluvila do politicky rozhárané doby a zdála se nabízet přímé návody k řešení, zejména v politické oblasti. Samostatná italská města viděla v antických obcích a jejich ústavách vzory pro své vlastní uspořádání. Ve srovnání se školskou filozofií středověku byla intelektuálně zajímavější i otevřenější novým názorům. Novinkou je ovšem také zájem a přízeň panovníků, kteří zvali filozofy a vědce jako rádce a podporovali filozofická studia.
Kromě platonismu se v renesanční době rozvíjel také aristotelismus (Simone Porzio, Andrea Cesalpino aj.), epikureismus (Lorenzo Valla) či skepticismus (Michel de Montaigne).

### Státoprávní filozofie

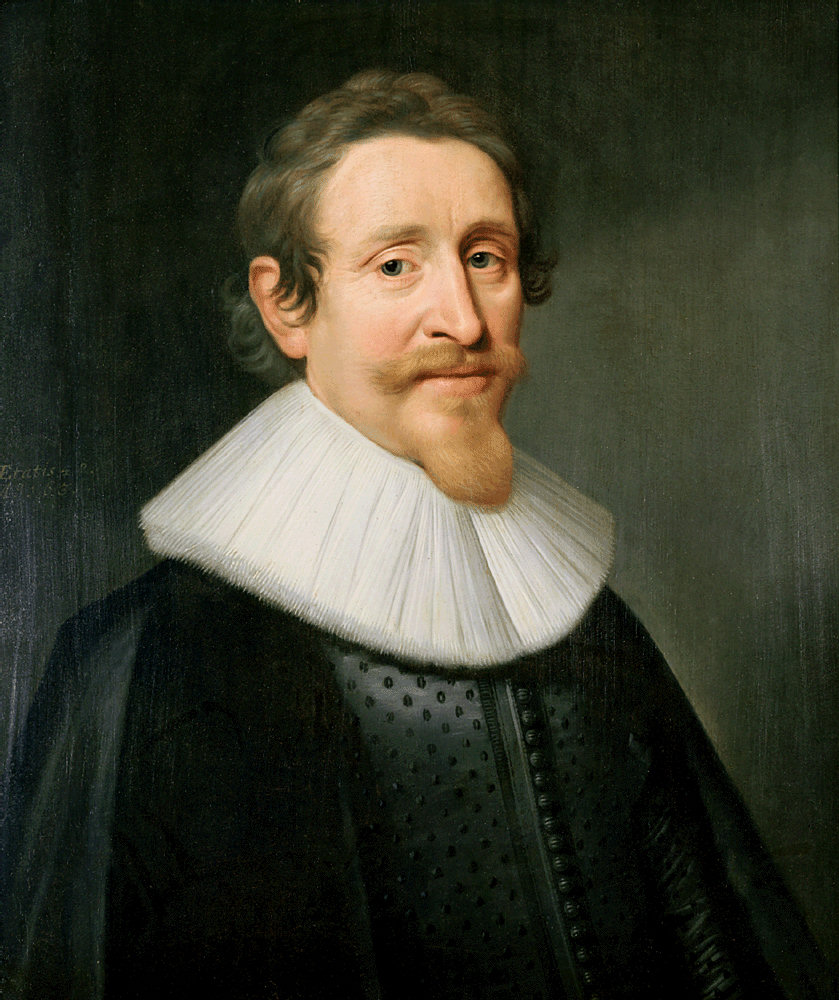
Hugo Grotius

Otřes duchovních autorit, zhroucení politické organizace středověké Evropy a počátky národních států vyvolaly řadu povstání, konfliktů, občanských a náboženských válek, počínaje českým husitstvím přes Selskou válku v Německu, občanskou válku ve Francii a v Anglii až po třicetiletou válku. Nejen panovníci, ale i mnoho vzdělanců hledalo cesty, jak zakotvit a obhájit autoritu panovníka, který už se nemohl opírat o autoritu náboženskou.
Niccolò Machiavelli ve svém spise Vladař poskytl praktické rady panovníkům, jak si uchovat svou vládu, a to i nevybíravými prostředky. O překonání vleklé občanské války ve Francii usiloval i ve svých spisech právník a politik Jean Bodin.
Hugo Grotius rozvinul teorii přirozeného práva, pramenícího z lidské přirozenosti, kterou chtěl Bůh. Toto přirozené právo však nezavazuje pouze jednotlivce, ale také státy – takto Grotius položil základy mezinárodnímu právu. Thomas Hobbes pak na Grotia navázal, odstranil teologická hlediska a vytvořil teorii absolutistické vlády, podle které je každý člověk egoistou, a proto hledá ochranu ve státě, který určuje, co je dobré a co špatné.
Posledním důležitým proudem státoprávní filozofie byl utopistický proud, který vykresloval podobu ideálního státu. Mezi nejdůležitější představitele patřil Thomas More a Tommaso Campanella.

### Filozofie a vědy

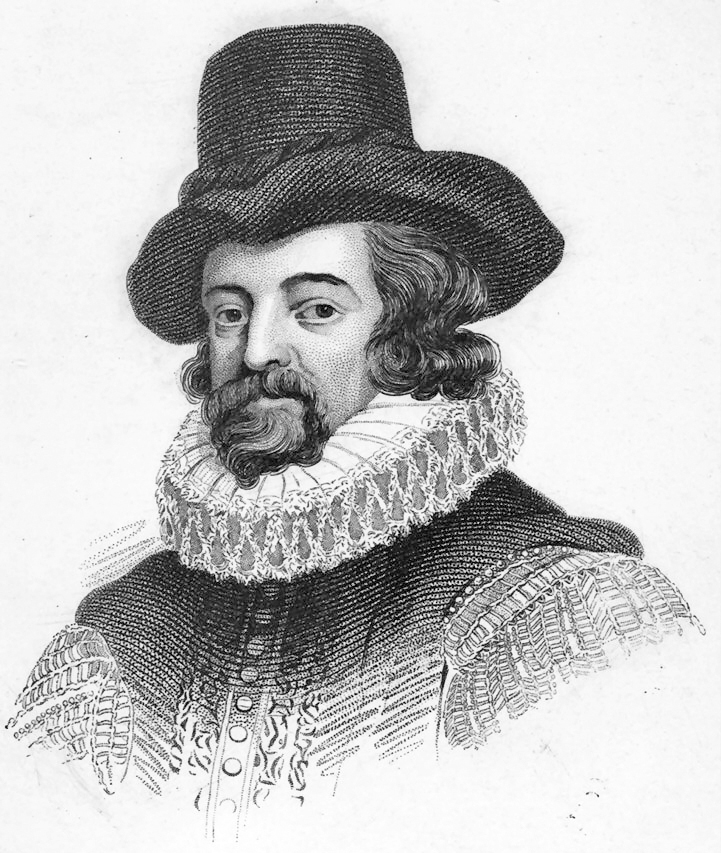
Francis Bacon

Rozvoj vědy, která se postupně od filozofie oddělovala a dělila na různá odvětví, podnítil zpětně i filozofii samu, aby se snažila nové vědecké objevy reflektovat. Mezi nejvýznamnější představitele patří kromě Mikuláše Kusánského (rozvoj pojmu nekonečna, rozvrh empirické vědy), Giordana Bruna (nekonečný Vesmír a panteismus) zejména Francis Bacon, který se snažil roztřídit vědy, vymezit je vůči teologii a využít je k praktickým účelům pokroku a ovládnutí přírody člověkem. Přírodu lze však ovládnout jen tak, že člověk bude využívat její zákony, nalezené empirickou vědou. Filozofické založení věd i jejich samostatnost pak dovršil René Descartes.

## Nejvýznamnější renesanční filozofové
- Francesco Petrarca (1304–1374)
- Mikuláš Kusánský (1401–1464)
- Lorenzo Valla (1405–1457)
- Marsilio Ficino (1433–1499)
- Pico della Mirandola (1463–1494)
- Erasmus Rotterdamský (1466–1536)
- Niccolò Machiavelli (1469–1527)
- Thomas More (1478–1535)
- Francisco de Vitoria (asi1480–1546)
- Martin Luther (1483–1546)
- Philipp Melanchthon (1497–1560)
- Michel de Montaigne (1533–1592)
- Giordano Bruno (1548–1600)
- Giulio Cesare Vanini (1585–1619)
- Francisco Suárez (1548–1617)
- Francis Bacon (1561–1626)
- Galileo Galilei (1564–1642)
- René Descartes (1596–1650)
- Tommaso Campanella (1568–1639)
- Hugo Grotius (1583–1645)
- Thomas Hobbes (1588–1679)